# کارکس پانسا
کارکس پانسا (نام علمی: Carex pansa) نام یک گونه از سرده جگن است.